# 인터 마이애미 CF
클럽 인터나시오날 데 풋볼 마이애미(영어: Club Internacional de Fútbol Miami)는 메이저 리그 사커에 참가하고 있는 미국의 프로축구단으로 플로리다주 마이애미를 연고지로 한다.

## 역사
2001 시즌 후 마이애미 퓨전 FC의 해체와 2009년 마이애미에 소재한 볼리비아 통신사의 기업가인 마르셀루 클라우르와 FC 바르셀로나가 주도한 MLS 진출 시도가 무산된 후, MLS의 커미셔너인 돈 가버는 2012년 11월 26일에 열린 MLS 연례 기조 연설에서 플로리다주에 MLS 구단의 필요성을 언급하며 이에 적절한 곳으로 마이애미를 꼽으며 신규 프랜차이즈 팀 유치에 대한 관심을 공식화했다.
한편 2007년에 MLS에 합류하면서 2,500만 달러에 신규팀을 인수할 수 있는 옵션을 받았던 데이비드 베컴이 2013년 4월 선수 생활을 마감하자, MLS는 마이애미를 포함한 몇군데 후보지의 신규팀 유치에 관해 베컴의 고문들과 사전 논의를 가졌다.같은 해 이탈리아 금융가인 알레산드로 부티니와 마이애미 돌핀스의 구단주인 스테판 M. 로스 또한 마이애미 프랜차이즈를 소유하는 것에 관심을 보였다.
돈 가버는 2013년 12월 기조 연설에서 베컴과 사이먼 풀러를 마이애미의 잠재적 소유자로 지목했다. 그 달 말, 12월 17일 마이애미-데이드 카운티 위원회는 만장일치로 카를로스 히메네즈 시장이 마이애미 다운타운에 있는 베컴이 이끄는 그룹과 새 경기장 건설을 협상할 수 있도록 의결했다.
MLS는 2014년 2월 5일 베컴이 옵션을 행사했고 베컴, 풀러, 클로어가 이끄는 투자 그룹인 마이애미 베컴 유나이티드가 경기장 건설을 위한 자금 조달 논의가 서로 합의될 수 있다면 마이애미에 새 프랜차이즈를 소유할 것이라고 발표했다. 하지만 마이애미 시와의 협상이 원활히 흘러가지 못하고 초기의 경기장 계획이 무산되자 가버는 2014년 8월에 다운타운의 경기장 건설 계획이 확보되기 전까지는 신규 프랜차이즈가 승인되지 않을 것이라고 재차 강조했다.
2016년 3월에 6에이커의 부지를 1900만 달러에 매입한데 이어서 2017년 6월 6일에 베컴은 카운티 위원회의 승인으로 9백만 달러에 나머지 3에이커를 매입하면서 새 경기장 건설을 위한 부지를 확보하게 되었다.
새 프랜차이즈 유치를 추진한다고 발표한 지 4년 만인 2018년 1월 29일, 마이애미 베컴 유나이티드 그룹은 MLS의 25번째 프랜차이즈로 승인받았고, 2020 시즌 출범을 앞두고 있다. 이 발표는 2020년까지 26개 팀, 그 이후에 30개 팀으로 늘리는 MLS 확장 계획의 일부였다. 베컴이 2014년에 마이애미의 신생팀 창단 의사를 밝힌 이후 올랜도 시티, 뉴욕 시티, 애틀랜타, 미네소타, 로스앤젤레스, 신시내티 등이 모두 MLS에 참가하기 시작했다. 폴 맥도너는 8월 4일부터 단장으로 선임되었다.
팀의 소유권은 현재 마이애미 프리덤 파크 LLC를 통해 운영되고 있다. 이 그룹이 사용하는 일부 그래픽은 도시의 랜드마크인 프리덤 타워를 연상시켰다.
2018년 9월 5일에 Club International de Futbol Miami, 줄여서 인터 마이애미 CF를 구단의 공식 명칭으로 발표했다.
2019년 12월 30일, 전 우루과이 국가대표 선수이자 CF 몬테레이의 디에고 알론소감독이 구단의 초대 감독으로 발표되었다.
인터 마이애미의 첫 MLS 경기는 2020년 3월 1일에 가졌으며 로스앤젤레스 FC에 1-0으로 패했다. 3월 7일에 열린 D.C. 유나이티드와의 경기에서는 1-2로 패했지만 지정 선수(Designated Player)로 데려온 로돌포 피사로가 인터 마이애미 역사상 첫 골을 기록했다. 그들의 첫 홈경기는 2020년 3월 14일 베컴의 전 소속팀이었던 LA 갤럭시와의 경기로 예정되었으나 그 경기는 미국의 코로나19 범유행으로 인해 연기되었다. 2020년 8월 23일, 인터 마이애미는 올랜도 시티에 3-2로 첫 프랜차이즈 승리를 기록했다. 2021년 1월 18일, 기존의 디에고 알론소 감독이 성적 부진으로 해임되고 잉글랜드 여자 대표팀의 감독이었던 필 네빌이 새 감독으로 선임되었고, 시애틀 사운더스 FC의 크리스 헨더슨이 최고 책임자 겸 단장으로 선임되었다.
2021년 5월 28일 MLS는 2020 시즌 중 인터 마이애미 CF의 구단주인 호세 마스와 전 단장이었던 폴 맥도너를 선수 규정 위반 혐의로 제재하겠다고 발표했다. 구단은 연봉 상한제 규정(샐러리 캡) 요건을 충족하고 세자리의 지정 선수를 남겨두기 위해 MLS 사무국의 선수 영입 예산 지원 제도(TAM)를 사용하여 블레즈 마튀디와 안드레스 레예스를 계약했지만 선수당 TAM 최대 금액인 161만 달러를 초과한 것으로 드러났다. MLS는 2022시즌과 2023시즌 동안 구단에 벌금 200만 달러와 배당금 227만 달러를 감액했고, 마스는 벌금 25만 달러, 맥도너는 2022시즌 말까지 리그 활동 정지 처분을 받았다.마튀디는 발표에 앞서 구단에 영입된 후 포트 로더데일 CF로 임대된 마티아스 펠레그리니 자리를 대신해 지정 선수로 재분류되었다.

## 상징
2018년 9월 5일에 마이애미 베컴 유나이티드 그룹은 구단명과 상징색을 발표했다. 구단명은 Club Internacional de Fútbol Miami (인터 마이애미 CF)이다. 도시의 아르 데코 건축 양식을 떠올리게 하는 스타일과 색상으로 디자인된 엠블럼의 문장에는 왜가리과의 일종인 두마리의 거대한 흰왜가리가 다리를 맞물린채 M자를 이루고 있다. 흰왜가리 사이에는 부분 일식중인 태양이 있는데 베컴의 선수 시절 상징인 등번호 7번을 오마쥬해서 7개의 광선을 쬐는 태양을 표현했다. 팀의 상징색은 검은색, 분홍색, 흰색이다. 엠블럼 제일 아래 가운데 부분에는 구단의 첫 시즌인 2020년을 나타내는 로마 숫자 MMXX이 써있으며, 전체적으로 구단의 이름이 둘러싸고 있는 형태이다.
구단의 상징의 발표 이후에 엠블럼 속의 새의 종류에 관해서 여러 논쟁이 있었으며, 일부는 플라밍고이나 백로로 추측하기도 했었다. 이후에 구단은 이 새가 흰 왜가리라고 발표했다.
구단 명칭은 2014년에 미국 특허청(USPTO)에 '인터(Inter)'를 상표권으로 등록했던 이탈리아 클럽인 인테르나치오날레와 상표권 분쟁의 대상이 되었다. 1심에서 인테르가 승소하자 인터마이애미와 MLS는 2019년 4월에 세계의 많은 나라에서 '인터'라는 이름을 사용하는 여러 구단들이 존재하기 때문에 인터라는 단어는 보통명사로서 인테르가 독점적으로 사용할 수 없다며 1심 판결에 항소를 제기했다. 보도에 따르면 양측은 2021년에 별도의 합의에 서명하여 인터 마이애미가 계속해서 현재의 이름을 사용할 수 있게 되었다.

## 경기장
| 경기장               | 사용기간     | 장소                    | 팀명             | 비고                                                                       |
| -------------------- | ------------ | ----------------------- | ---------------- | -------------------------------------------------------------------------- |
| 체이스 스타디움      | 2020년~현재  | 플로리다주 포트로더데일 | 인터 마이애미 CF | 인터 마이애미 CF 스타디움 (2020년~2021년) DRV PNK 스타디움 (2021년~2024년) |
| 마이애미 프리덤 파크 | 2026년(예정) | 플로리다주 마이애미     | 인터 마이애미 CF |                                                                            |

## 서포터즈
인터 마이애미에는 더 시즈(The Siege), 바이스 시티 1896(Vice City 1896), 서던 리전(Southern Region), 나시온 로사 이 네그로(Nacion Rosa Y Negro), IMS.MMXX까지 총 5개의 공식적인 서포터즈가 존재하는데 이들 그룹을 총칭해서 가족을 뜻하는 라 파밀리아(La Familia)로 부르고 있다. 다음은 인터 마이애미 웹사이트에 게재된 각 서포터즈들의 소개글이다.
The Siege
우리는 구단 문장의 흰해오라기처럼 열정과 단결, 변함없는 충성심으로 앞장서고 있습니다. 우리의 사명은 가정 안팎에 폭넓은 차세대의 팬 경험을 제공하는 것입니다. 우리가 응원가를 부르지 않고 깃발을 흔들고 있지 않을 때, 우리는 공동체의 리더가 되기 위해 노력하며 자선 단체와 봉사 활동을 조직하고 있습니다. 어서 오세요.
Vice City 1896
바이스 시티 1896은 인터 마이애미 CF의 공식 하드코어 서포터 그룹입니다. 우리는 라틴 아메리카 축구 경기장에서 자란 것과 유사한 역동적인 환경을 닮기 위해 노력합니다. 즉, 우리는 미국에서 축구팬이 된다는 것이 무엇을 의미하는지에 대한 혁신을 일으키고 있습니다.
Souther Region
클럽 인터나시오날 데 풋볼 마이애미의 처음이자 최초의 서포터 그룹입니다. 우리는 가족 가치관을 기반으로 경기에 대한 열정으로 움직이는 포용적인 서포터 그룹입니다. 우리는 모든 서포터들이 함께하여 소중한 추억의 일부가 되어 마이애미에서 다시 한번 축구 역사를 쓰게 된 것을 환영합니다.
Nacion Rosa Y Negro
나시온 로사 이 네그로는 인터 마이애미 CF의 정체성을 구현하는 커뮤니티 중심 그룹입니다. 인터 마이애미를 촉매로 하는 우리의 임무는 사우스 플로리다에서 축구 문화를 계속 성장시키고 활기찬 경험을 만드는 것입니다.
IMS.MMXX
IMS.MMXX는 인터 마이애미 CF를 향한 깊은 사랑을 나누는 열정적이고 헌신적인 서포터즈 그룹입니다. 우리는 좋을 때나 나쁠 때나 90분 이상을 응원하며 클럽에 변함없는 지지를 보내고 있습니다. 우리는 회원들과 독특한 유대감과 경험을 공유하면서 서로 돕고 고양시키는 서포터 그룹입니다.
가족은 절대 떠나지 않는다!

## 선수단
2025년 3월 29일  기준

### 현재 선수 명단
| 번호 | 포지션 | 이름                | 국적            | 비고                   |
| ---- | ------ | ------------------- | --------------- | ---------------------- |
| 1    | GK     | 드레이크 캘린더     | 미국            |                        |
| 2    | DF     | 곤살로 루한         | 아르헨티나      |                        |
| 5    | MF     | 세르히오 부스케츠   | 스페인          | DP                     |
| 6    | DF     | 토마스 아빌레스     | 아르헨티나      |                        |
| 7    | FW     | 파파 피코           | 아이티          |                        |
| 8    | MF     | 텔라스코 세고비아   | 베네수엘라      |                        |
| 9    | FW     | 루이스 수아레즈     | 우루과이        |                        |
| 10   | FW     | 리오넬 메시         | 아르헨티나      | DP                     |
| 14   | DF     | 다비드 마르티네스   | 파라과이        | 리버 플레이트에서 임대 |
| 15   | DF     | 라이언 세일러       | 미국            |                        |
| 16   | MF     | 로베르트 타윌로르   | 핀란드          |                        |
| 17   | DF     | 이언 프레이         | 미국            | HG                     |
| 18   | DF     | 조르디 알바         | 스페인          |                        |
| 19   | GK     | 오스카르 우스타리   | 아르헨티나      |                        |
| 21   | FW     | 타데오 아옌데       | 아르헨티나      | 셀타 비고에서 임대     |
| 22   | FW     | 레우 아폰수         | 브라질          |                        |
| 24   | MF     | 줄리안 그레셀       | 미국            |                        |
| 26   | DF     | 타일러 홀           | 미국            | HG                     |
| 29   | FW     | 아옌 오반도         | 에콰도르        | 바르셀로나 SC에서 임대 |
| 30   | MF     | 벤하민 크레마스키   | 미국            | HG                     |
| 32   | DF     | 노아 알렌           | 그리스          | HG                     |
| 34   | GK     | 로코 리오스 노보    | 아르헨티나      | 라누스에서 임대        |
| 37   | DF     | 막시밀리아노 팔콘   | 우루과이        |                        |
| 41   | MF     | 다비드 루이스       | 온두라스        | HG                     |
| 42   | DF     | 얀니크 브리그트     | 이탈리아        |                        |
| 55   | MF     | 페데리코 레돈도     | 아르헨티나      |                        |
| 57   | DF     | 마르셀로 웨이간드트 | 아르헨티나      | 보카 주니어스에서 임대 |
| 62   | DF     | 이스라엘 보트라이트 | 도미니카 공화국 | HG                     |
| 81   | MF     | 산티아고 모랄레스   | 미국            |                        |
| -    | MF     | 발타사르 로드리게스 | 미국            | 라싱 클루브에서 임대   |

범례:
- DP – 지정 선수
- HG – 홈그로운
- GA – 제너레이션 아디다스

### 임대 선수 명단
| 번호 | 포지션 | 이름 | 국적 | 임대 구단 |
| ---- | ------ | ---- | ---- | --------- |

## 역대 감독
| 감독                | 임기        |
| ------------------- | ----------- |
| 필 네빌             | 2021 ~ 2023 |
| 헤라르도 마르티노   | 2023 ~ 2024 |
| 하비에르 마스체라노 | 2024 ~      |

## 수상

### 국내
- MLS 서포터스 실드
  - 우승: 2024

- US 오픈컵
  - 준우승: 2023

### 국제
- 리그스컵
  - 우승 (1): 2023

## 성적

### 시즌
| 시즌 | 리그 | 리그   | 리그 | 리그 | 리그 | 리그 | 리그 | 리그   | 리그 | 리그        | 순위     | 순위 | 플레이오프 | USOC   | 북중미 대항전 / 기타 | 북중미 대항전 / 기타 | 평균 관중수 | 최다 득점자       | 최다 득점자 |
| 시즌 | 리그 | 경기수 | 승   | 무   | 패   | 득   | 실   | 득실차 | 승점 | 경기당 득점 | 컨퍼런스 | 전체 | 플레이오프 | USOC   | 북중미 대항전 / 기타 | 북중미 대항전 / 기타 | 평균 관중수 | 이름              | 득점수      |
| ---- | ---- | ------ | ---- | ---- | ---- | ---- | ---- | ------ | ---- | ----------- | -------- | ---- | ---------- | ------ | -------------------- | -------------------- | ----------- | ----------------- | ----------- |
| 2020 | MLS  | 23     | 7    | 3    | 13   | 25   | 35   | –10    | 24   | 1.04        | 10위     | 19위 | 플레이인   | 취소   | MLS 이즈 백 토너먼트 | 조별리그 탈락        | 2,216       | 루이스 모건       | 5           |
| 2021 | MLS  | 34     | 12   | 5    | 17   | 36   | 53   | –17    | 41   | 1.21        | 11위     | 20위 | -          | 취소   | —                    | —                    | 14,713      | 곤살로 이과인     | 12          |
| 2022 | MLS  | 34     | 14   | 14   | 6    | 47   | 56   | –9     | 48   | 1.41        | 6위      | 12위 | 1R         | 16강   | —                    | —                    | 12,613      | 곤살로 이과인     | 16          |
| 2023 | MLS  | 34     | 9    | 18   | 7    | 41   | 54   | –13    | 34   | 1.00        | 14위     | 27위 | -          | 준우승 | 리그스컵             | 우승                 | 17,698      | 호세프 마르티네스 | 12          |
| 2024 | MLS  | 34     | 22   | 4    | 8    | 79   | 49   | 30     | 74   | 2.18        | 1위      | 1위  | 1R         | 미참가 | CONCACAF 챔피언스컵  | 8강                  | 21,245      | 루이스 수아레스   | 25          |
| 합계 | –    | 159    | 64   | 66   | 29   | 228  | 247  | –19    | 221  | 1.40        | –        | –    | –          | –      | –                    | –                    | –           | 리오넬 메시       | 33          |

^ 1. 평균 관중수는 리그 경기의 평균 관중수이다.

^ 2. 최다 득점자의 득점 수는 리그, 리그 플레이오프, US 오픈컵, MLS 이즈 백 토너먼트, 리그스컵,  CONCACAF 챔피언스리그, FIFA 클럽 월드컵과 다른 대륙 간 경기를 포함한 모든 대회의 득점 기록이다.